# Georg Magnus

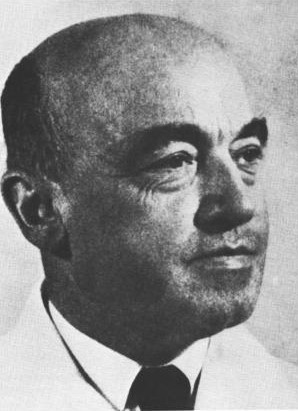
Georg Magnus, 1930er Jahre

Georg Magnus (* 28. Juli 1883 in Berlin; † 22. Dezember 1942 in München) war ein deutscher Chirurg und Hochschullehrer.

## Leben
Magnus’ Vater war der für seine Ovidforschung angesehene Hugo Magnus. Die Vorfahren waren evangelische Pastoren in der Niederlausitz. 
Georg Magnus besuchte das Berliner Sophien-Gymnasium und bestand die Abiturprüfung im September 1901. Er studierte an der Friedrich-Wilhelms-Universität Berlin, der Christian-Albrechts-Universität zu Kiel, der Ludwig-Maximilians-Universität München und der Königlichen Universität zu Greifswald Medizin. Im Dezember 1906 bestand er in Greifswald das Staatsexamen. Nach drei Monaten in der Greifswalder Augenklinik war er ein Jahr im Klinikum Görlitz (Innere Medizin). Im Januar 1908 wurde er in Greifswald als Arzt approbiert und zum Dr. med. promoviert. Ab April 1908 diente er als Arzt bei der Kaiserlichen Marine. Von Februar bis Juli 1909 reiste er als Schiffsarzt beim Norddeutschen Lloyd nach Nord- und Südamerika. Vom 1. August 1909 bis zum 15. Oktober 1910 war er Assistenzarzt in der Gynäkologie des Dresdner Carolahauses. Vom 15. Oktober 1910 bis zum 1. April 1911 war er Assistent in der Pathologie der Friedrichs-Universität Halle.
Die chirurgische Ausbildung begann er am 1. April 1911 an der Philipps-Universität Marburg bei Paul Leopold Friedrich. Friedrichs experimentelle Arbeiten über die frühe Ausschneidung infizierter Wunden hatten nachhaltigen Einfluss auf Magnus. Als Friedrich 1911 nach Königsberg ging, kam Fritz König aus Greifswald nach Marburg. Bei ihm habilitierte sich Magnus 1913 für Chirurgie. Nach dem Ersten Weltkrieg erhielt er in Marburg ein Extraordinariat. 
1920 ging er mit Nicolai Guleke an die Universität Jena, wo er bis 1924 als außerordentlicher Professor und Oberarzt der chirurgischen Klinik tätig war. Hier kam er in Kontakt mit Paul Vogler, für dessen Berufung auf den Lehrstuhl für Physiotherapie an der Charité sich Magnus besonders einsetzte. Im September 1916 kam es bei Emil von Behring nach einer Operation zu Komplikationen. 1925 ging Magnus nach Bochum als Chefarzt im Krankenhaus für Bergmannsheil. Die Arbeit an diesem ersten europäischen Unfallkrankenhaus bestimmte sein weiteres Leben. Bald galt Magnus als Autorität auf dem gesamten Gebiet der Unfallchirurgie und des Gutachtenwesens. Daneben lehrte er als Honorarprofessor an der Medizinischen Akademie Düsseldorf.
Als er zum 17. November 1933 – wohl auf ausdrücklichen Wunsch Adolf Hitlers – für den emeritierten August Bier an die Charité berufen wurde, brachte er aus Bochum seinen Oberarzt Paul Rostock, den Assistenten Hanskarl von Hasselbach und Karl Brandt mit. 1935 wurde Magnus Präsident der Deutschen Gesellschaft für Chirurgie.
Im Herbst 1936 folgte er Erich Lexer auf den Münchner Lehrstuhl. Als Unfallchirurg in der Behandlung von Wirbelsäulenverletzungen angesehen, wurde er im November 1938 mit Karl Brandt nach Paris zu dem angeschossenen Ernst Eduard vom Rath entsandt. Von 1936 bis 1942 war er Beratender Chirurg der Wehrmacht und zugleich von 1937 bis 1941 Mitglied des Senats der Kaiser-Wilhelm-Gesellschaft. 1939 leitete er die letzte Vorkriegstagung der Vereinigung der Bayerischen Chirurgen. 1942 wurde er als ordentliches Mitglied in die Bayerische Akademie der Wissenschaften aufgenommen. Magnus verfasste mehr als 150 Publikationen, darunter das mit Fritz König herausgegebene Standardwerk Handbuch der gesamten Unfallheilkunde. Magnus wurde 59 Jahre alt.
Verheiratet war er mit Frances Magnus. Eine Tochter kam am 28. März 1917 zur Welt.

## Herausgeber
- mit Fritz König: Handbuch der gesamten Unfallheilkunde. 4 Bände. Stuttgart 1932–1934.
- Münchner Medizinische Wochenschrift, ab 1937.
- Zentralblatt für Chirurgie, ab 1938.